# Пакистано-суданские отношения
Пакистано-суданские отношения — двусторонние дипломатические отношения между Пакистаном и Суданом.

## История
Эти два государства объединяет одна религия, схожая история (обе страны были частью Британской Империи) и отказ признать Израиль в качестве легитимного государства. На протяжении десятилетий Пакистан и Судан поддерживают близкие и тёплые отношения. Обе страны являются участниками Организации Исламская конференция и Группы 77. Эти отношения укрепились, после заявления суданских властей о своей поддержке Пакистана в индо-пакистанском конфликте.
Но между двумя странами имеется ряд разногласий; так, Судан возмущают прочные отношения Пакистана с США, а пакистанские власти негативно воспринимают дружественные отношения Судана с Индией, Ираном и Бангладеш. Кроме того, в декабре 2001 года между Исламабадом и Хартумом состоялся конфликт из-за передачи пакистанцами суданского журналиста Аль-Джазиры Сами аль-Хаджа в Гуантанамо.
Несмотря на эти разногласия, Пакистан и Судан по-прежнему участвуют в совместных диалогах на саммитах ОИК для улучшения политической стабильности на Ближнем Востоке и в исламском мире. Отношения между двумя странами по-прежнему остаются дружественными.